# Emilia Currás Puente
Emilia Currás Puente   (Madrid, 8 d'octubre de 1927 - Madrid, 29 de març de 2020) va ser una química i documentalista espanyola. També era filòsofa i historiadora de la ciència, així com pionera en l'estudi de les bases filosòfiques i científiques de la informació i documentació, destacant la seva teoria de l'informacionisme. Les seves aportacions científiques i acadèmiques es divideixen en tres àrees: filosofia i història de la ciència, documentació i química.
És President d'Honor de OSKO-España, Química Europea, Fellow del Institute for InformationScientits.Medalle d'or de la Fundació Kaula i de FEDINE, Col·legiada Distingida del Col·legi Oficial de Químics, Col·legiada d'Honor del Col·legi de Doctors i Llicenciats, entre altres guardons i nomenaments. També es una pionera en la reivindicació de l'estatut professional dels documentalistes a Espanya.

## Biografia
Neix a Madrid i ja des de petita mostra un gran interès per l'organització i el coneixement. Va estudiar a l'Institut Lope de Vega de Madrid i es va llicenciar en Ciències Químiques a la Universitat Complutense de Madrid (antiga universitat Central) i la de Santiago de Compostel·la el 1953. Va treballar a la Facultat de Veterinària com a investigadora-becària a la càtedra de Química, i al CSIC fins a 1955, any que ingressa en el Technische Universität Berlin per cursar els estudis de doctorat, sent investida com a tal el 1959 a Berlín i el 1961 a Madrid.
Es va incorporar a l'empresa privada el 1960: va fundar la Secció de Química i Traducció Tècnica de Hanumag-Barreiros (Madrid). Al cap d'un any va passar a l'empresa Auxini-Piritas Españolas amb el càrrec de directora de Negociat de Documentació fins a 1964. Torna a Alemanya per ocupar la prefectura del Laboratori d'Anàlisi de Materials de Linde AG (Köln-Suhn) el 1965, on també es matricula a l'Institut de Documentació de Frankfurt am Main, on obté el títol de Documentalista Científic el 1966. Continua a Alemanya fins a 1968 ocupant la direcció de la secció de documentació sobre patents en Dynamit Nobel (Troisdorf). El 1969 torna a Espanya per fundar i dirigir el Departament de Documentació en Hispanoil (Madrid).
El 1970 abandona l'empresa privada per ingressar a la Facultat de Ciències de la Universitat Autònoma de Madrid i dirigir el Gabinet de Documentació Científica dins del Departament de Química-Física Aplicada. És nomenada professora titular el 1985 fins a 1996, any de la seva jubilació.

## Filosofia i història de la Ciència
La seva aportació més notable és la creació de la Teoria del Informacionisme i la Integració Vertical de la Ciència, apareixent aquest concepte el 1981 i acceptat el 1988. L'informacionisme és una epistemologia basada en la teoria neuronal de la informació, o les xarxes neuronals. La informació arriba al nostre cervell en forma de diminuts impulsos anomenats quanta d'informació que impacten en les nostres neurones, activant i convertint aquests quanta en informació útil.
Segons Currás, aquesta teoria considera la informació com l'eix de la nostra vida i com a motor de tota l'evolució neuronal i física de l'ésser humà; és a dir, com més informació útil torni nostre cervell, major serà el nostre teixit neuronal, creant-se l'inici de la ruta del desenvolupament de la civilització i la cultura de qualsevol poble.
L'informacionisme es basa en el paradigma de la universalitat de la informació, que és independent en si mateixa com a disciplina científica, però que està relacionada de manera sistèmica i vertical amb les altres ciències. És doncs necessari que la informació s'entengui com una cosmovisió i una energia que flueix des de la més alta abstracció ontològica fins a la dada més immediat i aplicable. Aquesta teoria és objecte de tesis doctorals i assignatures curriculars en universitats espanyoles i estrangeres.

## Documentació
En aquest camp, ha estat pionera a Espanya i a nombrosos països de parla hispana. Va introduir el concepte de Ciències de la Documentació com a nucli que albergava les diferents disciplines relatives als processos d'informació continguda en un document perquè aquesta pugui arribar de manera ràpida, inequívoca i eficaç a l'usuari. Aquestes disciplines o ciències són l'Arxivologia, la Bibliografia, la Biblioteconomia, la Documentació i la Museologia.
Va treballar sobre el disseny i la construcció de tesaurus, contribuint amb la creació de tres manuals, on s'abordava el tesaurus des de diferents perspectives: lingüística documental, teoria de sistemes, l'ontologia, la taxonomia, teoria de la informació, informàtica, etc.
També va abordar la formació i l'associacionisme de documentalistes. Va fundar la Sociedad Española de Información y Documentación Científica (SEDIC) el 1976, essent-ne la presidenta durant 12 anys. Membre fundadora d'Hispano Term i ASEABI. També va pertànyer durant vuit anys al consell de la Federació Internacional de Documentació (FID). El 1989, el mateix any de la fundació, fou membre de la International Society for Knowledge Organitation (ISKO) i, el 1990, va fundar el Capítulo Español d'aquesta associació, que presidí fins 1998, quan en fou nomenada presidenta d'honor.
Pertanyia als consells assessors i de redacció de diverses revistes com Journal of Information Science. És membre de prestigioses organitzacions com Amercian Libray Association (ALA), International Society for Knowledge Organitation (ISKO) o Fundació Prof. Kaula entre d'altres.

## Química
Va investigar sobre el tribromur d'antimoni fos com a dissolvent ionitzant (objecte de la seva tesi) tenint com a resultat el descobriment de cinc compostos nous, que van ser registrats a la base de dades Index Chemicus. Va obtenir qualificació excel·lent cum laude. Fruit de les seves investigacions en aquest camp va rebre el títol Química Europea per l'EURCHEN en diverses ocasions. Era membre col·legiada de l'Il·lustre Col·legi Oficial de Química (1993) i pertanyia a la Reial Societat de Químics d'Espanya (1988).

## Obres, premis i homenatges
Va publicar més de 140 articles d'investigació en revistes espanyoles i estrangeres. Va escriure 14 llibres, i 14 com a publicacions col·lectives. Va ser traduïda a l'anglès, portuguès, àrab i txec, i la seva obra va rebre centenars de citacions. Entre les seves obres cal destacar:
- Ciència de la Informació sobre postulats sistèmics i sitemàtics (2008)
- Ontologies, taxonomies i tesaurus (2005)
- Tesaurus. Manual de construcció i ús (1998)
- Tractat sobre Ciència de la Informació (1996)
- Tesaurus. Llenguatges terminològics (1991)
- La informació en els seus nous aspectes: ciències de la Documentació (1988)
- Les Ciències de la Documentació: Bibliotecologia, Archiviología, Documentació i Informació (1982)

El 2003, ISKO va editar un llibre homenatge titulat Una vida: professió i passió.
Entre els nombrosos premis que va rebre destaca la Medalla d'Or de la Fundació Prof. Kaula, Índia (1990); era membre d'honor (fellow) de l'Institute for Information Scientists, Londres (1992) i presidenta d'honor d'ISKO-Espanya (1998); la medalla al Mèrit Tecnològic de FEDINE (1997); la Insígnia d'Or de la Societat Alemanya de Científics de la Informació (DGI) de Frankfurt (2002); Sòcia d'Honor de l'Associació Hispana de Documentalistes d'Internet (AHDI) (2004); la insígnia d'or i brillants de l'Associació de Químics de Madrid (2011). És, a més, Numerària de la Confraria Internacional d'Investigadors de Toledo.
The American Biographical Institute de Reliegh, Carolina del Nord (EUA) li va concedir el nomenament Woman of the Year 2004, sent inclosa en el seu anuari Great women of the 21st Century. En aquest mateix any, The King 's College de Cambridge (Regne Unit) la va incloure dins el Outstanding Intel·lectuals of the 21st Century. En membre de la Reial Acadèmia de Doctors d'Espanya, a l'Institut d'Espanya (1994) i pertany al Club de Roma.
Ha estat condecorada i homenatjada per les universitats de Düsseldorf, Saragossa, Brasília, San Marcos de Lima, Autònoma de Madrid, Opava (Txèquia), Complutense de Madrid i Universitat de la Manouba (Tunísia).
Emilia Currás també ha escrit poesies, recollides en tres poemaris: Fugitiva del temps, De passar i corre amor i El racó dels meus pensaments.